# VostGOK

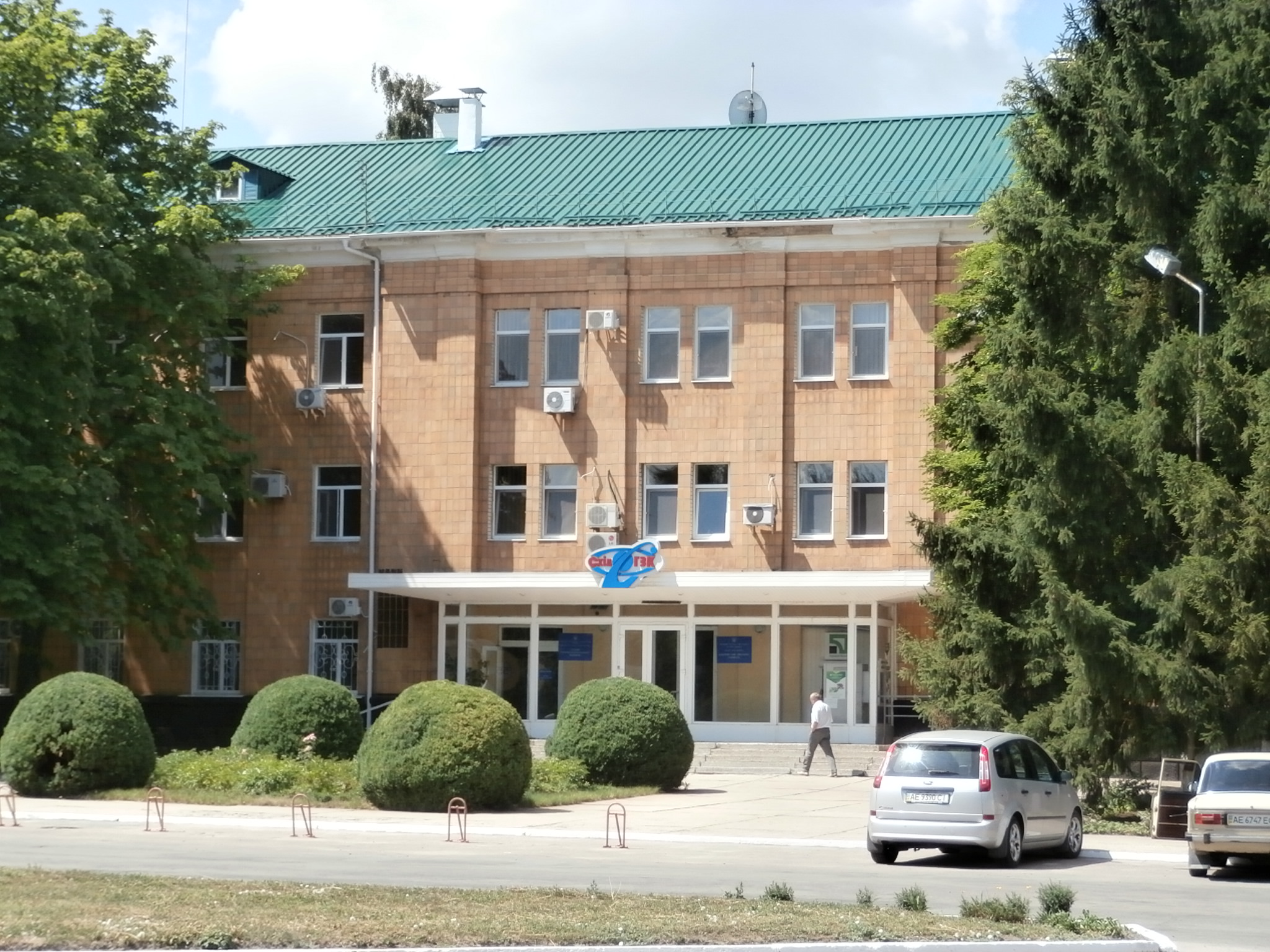
Zentrale des Unternehmens in Schowti Wody, Ukraine

VostGOK (ukrainisch Східний ГЗК / Державне підприємство „Східний гірничо-збагачувальний комбінат“; zu deutsch: Staatliches Unternehmen Östliches Minen und Prozess-Kombinat) ist der größte Uranerzbergbau- und Verarbeitungsbetrieb der Ukraine, dessen Zentrale sich in der Stadt Schowti Wody im nördlichen Krywbass befindet.
Das zu 100 % staatliche Unternehmen wurde 1951 gegründet und untersteht dem Ministerium für Energie und Kohleindustrie der Ukraine.
VostGOK ist der wichtigste Arbeitgeber in Schowti Wody und produzierte 2007 in der Stadt fast 1.000 Tonnen U3O8.
Neben Urankonzentrat stellt das Unternehmen auch Schwefelsäure und Bergbaumaschinen her.
In Smoline in der Oblast Kirowohrad betreibt das Unternehmen seit dem 28. April 1972 eine Uranmine.
Im Oktober 2010 wurde ein Abkommen über den Bau eines Betriebes zur Verarbeitung von Uranerz in Smoline geschlossen.
Der Bau der Anlage zur Produktion von Kernbrennstoff begann am 4. Oktober 2012.
Die Anlage wird mit der Herstellung von Brennstoff für Kernreaktoren des in der Ukraine üblichen Typs WWER-1000 starten, um die Energieversorgung der Ukraine zu sichern.
Im Dezember 2014 kündigte der staatseigene französische Konzern Areva eine Zusammenarbeit mit VostGok an, um in der Ukraine gemeinsam Uran zu produzieren.